# Lank-Latum
Lank-Latum è uno degli otto centri abitati che costituiscono il comune di Meerbusch, sulla riva sinistra del Basso Reno.
Alla fine del 2020 contava 9 681.